# Чемпионат Казахстана по шоссейному велоспорту
Чемпионат Казахстана по шоссейному велоспорту — национальный чемпионат Казахстана по шоссейному велоспорту. За победу в дисциплинах присуждается майка в цветах национального флага (на илл.). Как правило, проводится ежегодно в конце июня. В рамках чемпионата проводятся: групповая гонка и индивидуальная разделка среди мужчин-профессионалов; групповая гонка, критериум, командная и индивидуальная разделки среди юниоров; по некоторым данным, на чемпионате соревнуются также «андеры» (до 23 лет).

## История
Согласно доступным данным, чемпионат Казахстана проводится с 1997 года. Тогда была проведена мужская групповая гонка, индивидуальная разделка появилась через 3 года. Некоторое время женщины также выступали в едином чемпионате с мужчинами, но не сейчас. Самым титулованным чемпионом Казахстана является Андрей Мизуров — 8 побед, 3 в групповой гонке и 5 в разделке — это также рекордные показатели по отдельным видам. Среди женщин обладательницей уникального достижения является Зульфия Забирова. В 2005 году она сменила гражданство с российского на казахстанское, и до завершения карьеры выиграла все 8 гонок 4-х чемпионатов, в которых участвовала.

## Призёры

### Мужчины. Групповая гонка.

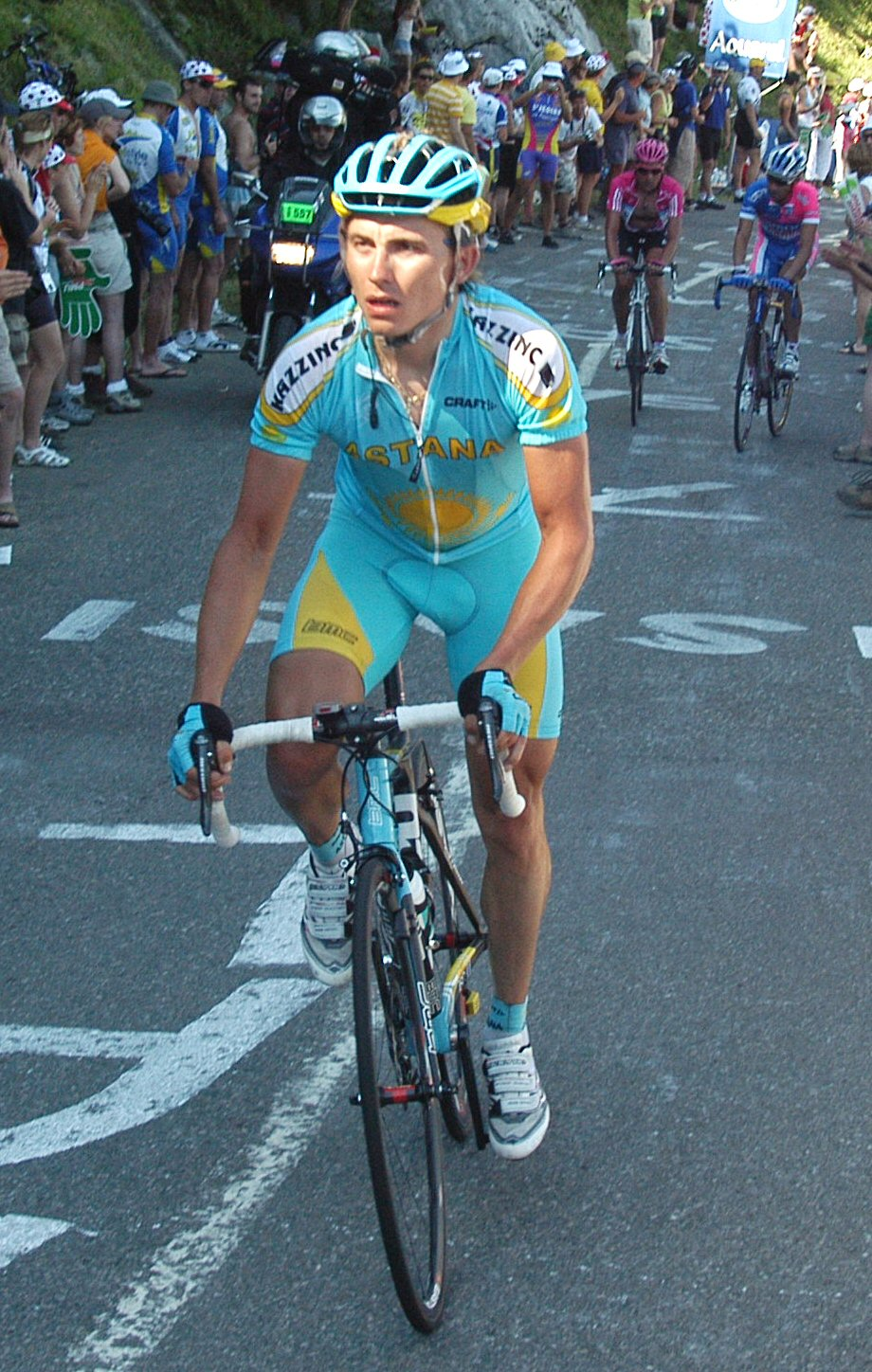
Максим Иглинский в чемпионской майке на Тур де Франс 2007

| Год  | Золото              | Серебро             | Бронза              |
| ---- | ------------------- | ------------------- | ------------------- |
| 1997 | Сергей Яковлев      | Дмитрий Фофонов     | Александр Надобенко |
| 1998 | Сергей Белоусов     | Валерий Титов       | Константин Кузнецов |
| 1999 | Андрей Тетерюк      | Дмитрий Муравьёв    | Павел Невдах        |
| 2000 | Сергей Яковлев (2)  | Андрей Мизуров      | Андрей Тетерюк      |
| 2001 | Андрей Мизуров      | Сергей Яковлев      | Валерий Титов       |
| 2002 | Дмитрий Муравьёв    | Павел Невдах        | Кайрат Байгудинов   |
| 2003 | Павел Невдах        | Вадим Горбачевский  | Валентин Иглинский  |
| 2004 | Андрей Мизуров (2)  | Андрей Кашечкин     | Максим Иглинский    |
| 2005 | Александр Винокуров | Андрей Мизуров      | Андрей Кашечкин     |
| 2006 | Андрей Кашечкин     | Александр Винокуров | Максим Иглинский    |
| 2007 | Максим Иглинский    | Андрей Мизуров      | Валентин Иглинский  |
| 2008 | Асан Базаев         | Сергей Ренев        | Максим Гуров        |
| 2009 | Дмитрий Фофонов     | Максим Гуров        | Дмитрий Груздев     |
| 2010 | Максим Гуров        | Асан Базаев         | Владислав Горбунов  |
| 2011 | Андрей Мизуров (3)  | Александр Шушемоин  | Руслан Тлеубаев     |
| 2012 | Асан Базаев (2)     | Алексей Луценко     | Абдраимжан Ишанов   |
| 2013 | Александр Дьяченко  | Сергей Ренев        | Тилеген Майдос      |
| 2014 | Илья Давиденок      | Александр Шушемоин  | Нурболат Кулымбетов |
| 2015 | Олег Земляков       | Дмитрий Лукьянов    | Степан Астафьев     |
| 2016 | Арман Камышев       | Александр Шушемоин  | Матвей Никитин      |
| 2017 | Артём Захаров       | Алишер Жумакан      | Григорий Штейн      |
| 2018 | Алексей Луценко     | Никита Стальнов     | Артём Захаров       |

### Мужчины. Индивидуальная гонка.
| Год  | Золото               | Серебро            | Бронза             |
| ---- | -------------------- | ------------------ | ------------------ |
| 2000 | Дмитрий Фофонов      | Сергей Яковлев     | Андрей Мизуров     |
| 2001 | Вадим Кравченко      | Сергей Древянов    | Павел Невдах       |
| 2002 | Андрей Мизуров       | Дмитрий Муравьев   | Павел Невдах       |
| 2003 | Дмитрий Муравьев     | Вадим Лаврененко   | Юрий Юда           |
| 2004 | Павел Невдах         | Андрей Мизуров     | Юрий Юда           |
| 2005 | Дмитрий Муравьев (2) | Максим Иглинский   | Максим Гуров       |
| 2006 | Максим Иглинский     | Дмитрий Муравьев   | Юрий Юда           |
| 2007 | Александр Дьяченко   | Дмитрий Груздев    | Андрей Мизуров     |
| 2008 | Андрей Мизуров (2)   | Андрей Зейц        | Роман Киреев       |
| 2009 | Андрей Мизуров (3)   | Роман Киреев       | Андрей Зейц        |
| 2010 | Андрей Мизуров (4)   | Роман Киреев       | Даниил Фоминых     |
| 2011 | Дмитрий Груздев      | Андрей Мизуров     | Александр Дьяченко |
| 2012 | Дмитрий Груздев (2)  | Алексей Луценко    | Даниил Фоминых     |
| 2013 | Андрей Мизуров (5)   | Александр Дьяченко | Даниил Фоминых     |
| 2014 | Даниил Фоминых       | Олег Земляков      | Дмитрий Риве       |
| 2015 | Алексей Луценко      | Даниил Фоминых     | Жандос Бижигитов   |
| 2016 | Дмитрий Груздев (3)  | Жандос Бижигитов   | Никита Стальнов    |
| 2017 | Жандос Бижигитов     | Никита Стальнов    | Артём Захаров      |
| 2018 | Даниил Фоминых (2)   | Игорь Чжан         | Андрей Зейц        |